# Ștefănești (Argeș)
Ștefănești (pronunciació en romanès: [ʃtefəˈneʃtʲ]) és una ciutat del comtat d'Argeș, Muntènia (Romania). La ciutat administra set pobles: Enculești, Golești, Izvorani, Ștefăneștii Noi, Valea Mare-Podgoria, Viișoara i Zăvoi.
Segons el cens de 2011, té 14.541 habitants, mentre que en el cens de 2002 tenia 12.983 habitants. La majoria de la població és d'ètnia romanesa (88,35%), amb una minoria de gitanos (5,73%). La majoria dels habitants són cristians de l'Església Ortodoxa Romanesa (92,42%).
Va adquirir estatus de ciutat el 2004. Al seu territori s'inclouen com pedanies els pobles de Enculeşti, Goleşti, Izvorani, Ştefăneştii Noi, Valea Mare-Podgoria, Viisoara i Zăvoi.
Se situa a la perifèria oriental de Piteşti, a la sortida d'aquesta ciutat per la carretera 7, que porta a Bucarest.

## Fills il·lustres
- Dinu Brătianu
- Ion IC Brătianu
- Vintilă Brătianu
- Dănuț Coman
- Dinicu Golescu
- Leonard Manole
- Florentin Nicolae
- George Olteanu